# R-13 (robot)
R-13 (NATO-rapporteringsnamn SS-N-4 Sark, GRAU: 4K50) var en ubåtsbaserad ballistisk robot utvecklad i Sovjetunionen under 1950-talet.

## Utveckling
De första ubåtsbaserade ballistiska robotarna var en marin variant av R-11 Zemlya (SS-1 Scud) kallad R-11FM baserad ombord på modifierade ubåtar av typen Projekt 611 (Zulu V-klass). Räckvidden på 150 km och det faktum att roboten måste hissas upp ur ubåten innan den kunde avfyras begränsade värdet som strategiskt vapen. Därför beställde ministerrådet 25 augusti 1955 en ny ubåtsbaserad ballistisk robot med tre till fyra gånger så lång räckvidd. 11 januari 1956 var den tekniska specifikationen klar och designbyrån Energia (OKB-1) fick i uppdrag att konstruera roboten. Den första provskjutningen ägde rum i juni 1959. Av totalt 19 provskjutningar bedömdes 15 vara lyckade. Ytterligare 13 provskjutningar gjordes från ubåten B-62 under 1960. Robotsystemet togs i tjänst 13 oktober 1961. 20 oktober genomfördes den första provskjutningen med en skarpladdad ballistisk kärnvapenrobot från en ubåt.

## Konstruktion
R-13 är en enstegsraket som drivs av flytande tvåkomponentsbränsle. Till skillnad från sin föregångare styrdes R-13 med fyra Vernier-raketer i stället för roder, vilket var nödvändigt för att kunna korrigera kursen utanför atmosfären. Bränslet var TG-02 Tonka som bestod av en 1-till-1 blandning av trietylamin och xylidin. Oxidationsmedlet var koncentrerad salpetersyra. Tankarna för bränsle och oxidationsmedel var tillverkade i rostfritt stål och utgjorde den bärande konstruktionen för roboten. 